# Mammillaria lloydii
Mammillaria lloydii ist eine Pflanzenart aus der Gattung Mammillaria in der Familie der Kakteengewächse (Cactaceae). Das Artepitheton ehrt den englischen Pflanzenphysiologen Francis Ernest Lloyd (1868–1947), der vorwiegend in den USA und Kanada tätig war.

## Beschreibung
Mammillaria lloydii wächst einzeln. Die abgeflacht kugeligen bis zylindrischen, dunkelgrünen Triebe werden bis zu 10 Zentimeter hoch und 6 bis 15 Zentimeter im Durchmesser groß. Die Warzen sind fest, vierkantig und ohne Milchsaft. Die Axillen sind leicht bewollt. Mitteldornen sind nicht vorhanden. Die 3 bis 4 aufsteigenden Randdornen sind kahl. Die oberen sind rot bis braun, die unteren sind weiß und 2 bis 5 Millimeter lang.
Die weißen Blüten sind 1,2 bis 1,5 Zentimeter im Durchmesser groß. Sie besitzen rote Mittelstreifen. Die dunkelroten Früchte sind keulig. Sie werden bis zu 8 Millimeter lang und enthalten braune Samen.

## Verbreitung  und Systematik
Mammillaria lloydii ist in den mexikanischen Bundesstaaten Zacatecas und San Luis Potosí verbreitet.
Die Erstbeschreibung als Neomammillaria lloydii erfolgte 1923 durch Nathaniel Lord Britton und Joseph Nelson Rose. Charles Russell Orcutt stellte die Art 1926 in die Gattung Mammillaria.

## Nachweise